# Pomarea mira
Pomarea mira е вид птица от семейство Monarchidae.

## Разпространение
Видът е разпространен във Френска Полинезия.